# Lijst van badplaatsen in Portugal
Hieronder staat een alfabetisch gerangschikte lijst met badplaatsen en stranden in Portugal.

## A
- Albarquel
- Albufeira
- Armação de Pêra

## B
- Buarcos

## C
- Cascais
- Costa da Caparica

## E
- Espinho
- Estoril

## F
- Faro (stad)
- Figueira da Foz

## L
- Lagoa (Portugal)
- Lagos (Portugal)

## M
- Mira (Portugal)

## N
- Nazaré (Portugal)

## O
- Olhão

## P
- Paço de Arcos
- Peniche
- Portimão
- Praia da Luz
- Póvoa de Varzim

## Q
- Quarteira

## S
- Sesimbra
- Sines
- São Martinho do Porto

## T
- Tavira
- Tróia Peninsula

## V
- Vila Nova de Milfontes
- Vilamoura

## Z
- Zambujeira do Mar

Australië ·
België ·
Brazilië ·
Egypte ·
Frankrijk ·
Israël ·
Mexico ·
Nederland ·
Portugal ·
Spanje ·
Turkije .
Verenigde Staten